# Karolina Šprem
Karolina Šprem (Varasd, 1984. október 25. –) horvát teniszezőnő. 2001-ben kezdte profi pályafutását, nyolc egyéni és egy páros ITF-torna győztese. Legjobb egyéni világranglista-helyezése tizenhetedik volt, ezt 2004 októberében érte el.

## Eredményei Grand Slam-tornákon

### Egyéniben
| Torna           | 2009   | 2008   | 2007   | 2006   | 2005   | 2004   | 2003   |
| --------------- | ------ | ------ | ------ | ------ | ------ | ------ | ------ |
| Australian Open | 1. kör | -      | 1. kör | 2. kör | 4. kör | 1. kör | -      |
| Roland Garros   |        | 1. kör | -      | 3. kör | 2. kör | 1. kör | -      |
| Wimbledon       |        | -      | -      | 3. kör | 1. kör | 1/4D   | 2. kör |
| US Open         |        | -      | -      | 1. kör | 1. kör | 1. kör | 1. kör |

## Év végi világranglista-helyezései
| Év       | 2000  | 2001 | 2002 | 2003 | 2004 | 2005 | 2006 | 2007 | 2008 |
| Helyezés | 1157. | 717. | 273. | 59.  | 18.  | 65.  | 88.  | 208. | 175. |